# ЛиАЗ-677
ЛиАЗ-677 — советский городской высокопольный автобус производства Ликинского автобусного завода. Всего было выпущено около 200 000 автобусов всех модификаций (самая массовая модель завода).
Первый опытный экземпляр автобуса был выпущен в 1962 году. Массово выпускался с 1967 по 1994 год; штучная сборка на сторонних автосборочных предприятиях из машинокомплектов продолжалась до 2002 года. ЛиАЗ-677 является первым советским автобусом с гидромеханической (автоматической) коробкой переключения передач. Автобусы этой модели использовались практически во всех городах Советского Союза, имеющих городское или пригородное автобусное сообщение. Имеет прозвище «Луноход». С начала 2000-х годов постепенно выводился из эксплуатации в связи с моральным устареванием и нерентабельностью.

## История
ЛиАЗ-677 начали проектировать в 1960 году. На ЛиАЗе эта модель должна была прийти на смену автобусам ЗИЛ-158В. Первый прототип нового автобуса был готов 6 ноября 1962 года.
В 1963 году прототип был продемонстрирован Госкомиссии по автоматизации и механизации при СМ СССР и получил положительную оценку. После сборки ещё одного прототипа, в следующем году, проведены испытания новых автобусов в районе Сочи, а в 1965 году — испытательный пробег по маршруту Москва — Харьков — Новороссийск — Сочи — Тбилиси — Ереван — Орджоникидзе — Москва. Проводились и лабораторные испытания автобусов.
В 1967 году начался выпуск опытных партий нового автобуса, а с весны следующего года начато их серийное производство. Однако и здесь автобусы новой модели собирались по обходным технологиям. Лишь с июня 1970 года сборка ЛиАЗ-677 переведена на главный конвейер завода. Следует также отметить, что автобусы, выпущенные в конце 1960-х, отличались от последующих, в частности, откидными форточками в боковых окнах, задними габаритными огнями на скатах крыши (а не под ними), освещением салона было представлено в виде двух коробчатых плафонов из матового оргстекла на всю длину салона. В 1972 году автобус стали оснащать пневморессорной подвеской (вместо пневматической). До середины 1970-х годов на автобусы помещалась старая эмблема, как на ЗИЛ-158В. В 1978 году на автобусах появились аварийные выходы в окнах, квадратные передние указатели поворотов, три вентиляционных люка в крыше и сдвижная форточка в правом окне кабины водителя. Автобусы первых годов выпуска окрашивались в серую или белую окраску с красной «юбкой». С 1972 по 1979 год автобусы окрашивались в белую или бежевую окраску с цветной (жёлтой/красной/зелёной/оранжевой/синей) «юбкой» и цветной (жёлтой/красной/зелёной/оранжевой/синей) полосой под окнами. Со второй половины 1979 года автобусы начали окрашивать в единый охряный цвет. В это же время началась подготовка разработка глубокой модернизации автобуса, вылившаяся в будущий ЛиАЗ-677М.

## ЛиАЗ-677М
Создание автобуса ЛиАЗ-677М с повышенными технико-эксплуатационными показателями вменялось заводу ещё планом ОКР на 1973 год. Однако лишь к концу IX пятилетки был разработан технический проект и построены два первых опытных образца модернизированного автобуса (один из них с форкамерно-факельным двигателем ЗИЛ-375ЯФ). В 1976 году они успешно прошли приёмочные испытания. В 1977 году с учётом замечаний МАП СССР был изготовлен ещё один опытный образец ЛиАЗ-677М, после чего доработанная документация была выдана в производство.
Дело дошло лишь до выпуска двух опытно-промышленных партий из 10 автобусов в 1977 году и 25 автобусов в 1978 году, причём автобусы одного года имели ряд заметных различий в конструкции дверей, наддверных брусьев, лючка радиатора, верхних габаритных огней, а также в декоративном оформлении передка. Выпуск же запланированной на 1979 год партии из 100 автобусов оказался сорванным из-за отказа Минавтотранса СССР согласовывать оптовую цену на ЛиАЗ-677М. Серийное производство ЛиАЗ-677М удалось наладить только в 1982 году.
Фактически, литера М в индекс была добавлена задним числом, поскольку технические изменения в автобус вносились почти ежегодно и постепенно начиная с 1977 года, а также и позднее. Например, в 1984 году были внедрены передний и задний бампер, потолочные люки и аварийные выходы через окна. В 1985 году началась установка новых задних фонарей, с 1987 года габаритных огней нового типа и так далее.
После 1987 года автобусы продолжали выпускаться без каких-либо значительных изменений. Последний ЛиАЗ-677М сошёл с конвейера Ликинского завода в 1994 году. Однако после сворачивания производства 677-го на «родном» заводе, до 2002 года его продолжали выпускать малыми партиями на разных авторемонтных предприятиях, в частности, на Бору, на Яхромском автобусном заводе, на заводе «Ремтехмаш» в Орехове-Зуеве. В Тосно под индексом ТоАЗ-677Д до 2002 года выпускалась несколько изменённая модификация ЛиАЗ-677М, оснащённая ярославским двигателем. Несколько десятков машин было собрано на Волжском машиностроительном заводе (ВМЗ), в городе Рыбинске Ярославской области.
После 2000 года во многих городах автобусы ЛиАЗ-677М начали массово выводить из эксплуатации как морально устаревшие, нерентабельные и непригодные для установки АСКП. В Москве их эксплуатация прекратилась 7 ноября 2004 года, в Киеве, Магадане в 2004 году, в Орехове-Зуеве — 13 декабря 2005 года, в Санкт-Петербурге — 1 апреля 2006 года (с 1 июля 2005 года снят с регулярных перевозок), в Петропавловске-Камчатском — с июля 2006 года; Электростали — в 2006 году; в Минске, Красноярске — 2007 году, в Екатеринбурге, Алапаевске, Кургане (с 1 марта 2007 года снят с регулярных перевозок), Омске, Липецке — в 2008 году; в Кирове, Рязани, Ельце — в 2009 году; в Данкове, Рыбинске, Самаре — в 2010 году; в Комсомольске-на-Амуре, Ступине, Челябинске — в 2011 году; в Брянске, Десногорске, Конакове, Мурманске — в 2013 году; в Ижевске — 31 июля 2014 года; в Риддере и Усть-Каменогорске (Казахстан) — в 2014 году; в Братске и Новосибирске — в 2015 году; в Арзамасе — в 2019 году.
В мае 2022 замечен единственный в России линейный Лиаз-677М в Амурске.

## Конструкция
- Компоновка. Кузов автобуса — вагонного типа, полунесущий с усиленным основанием. Двигатель спереди, ведущая ось задняя. Автобус имеет три двери, из них две — для пассажиров.
- Двигатель — ЗИЛ-509.10-401, бензиновый, V-образный, 8-цилиндровый, 108×95 мм, рабочий объём 7,0 л, степень сжатия 7,3, порядок работы цилиндров 1-5-4-2-6-3-7-8; мощность 129 кВт (175 л. с.) при 3200 об./мин.; крутящий момент 470 Н⋅м (48 кгс⋅м) при 1800—2000 об./мин.; карбюратор К-90Б; воздушный фильтр — инерционно-масляный.
- Трансмиссия — гидромеханическая, с комплексным трёхфазным гидротрансформатором с блокировкой и двухступенчатой автоматической коробкой передач, вально-шестерёнчатого типа с включением передач переднего хода гидроподжимными муфтами. Задний мост с разнесённой двойной главной передачей, венгерского производства — Rába-MAN.
- Тормозная система — двухконтурная, с пневматическим приводом[уточнить].
- Электрооборудование — напряжение 12 В, аккумуляторная батарея 6СТ-90ЭМС (2 шт.), генератор Г287-Л со встроенным интегральным регулятором напряжения Я-112А, стартёр СТ130-А1, распределитель зажигания Р137. транзисторный коммутатор ТК102-А, катушка зажигания Б-114Б, свечи A11.
- Колёса и шины — колёса бездисковые, ободья трёхкомпонентные 8,0—20, крепление на шести шпильках. Шины 280R508 (10,00R207), рисунок протектора дорожный, давление в шинах: передних 7,5, задних 6,7 кгс/см².
- Подвеска — зависимая, передняя — полуэллиптические рессоры, два пневмобаллона, два амортизатора; задняя — полуэллиптические рессоры, четыре пневмобаллона, четыре амортизатора.
- Рулевое управление — модель Урал-377Н, рулевой механизм — двухзаходный червяк и сектор, передаточное число 21,5. Номинальное давление в гидроусилителе 65 кгс/см². Люфт рулевого колеса при работающем усилителе до 12°.

Двигатель автобуса — это гражданский вариант двигателя военных грузовиков Урал-375. Конструктивно это двигатель грузовика ЗИЛ-130 с увеличенным на 1 литр рабочим объёмом. Армейский вариант требовал бензина АИ-93, гражданский допускал А-76. Мотор печально известен высоким расходом топлива: так, на автобусах расход мог достигать 50 литров на 100 км. Расход усугублялся потерями в автоматической трансмиссии.

## Технические характеристики
- Снаряжённая масса, кг — 8363
  - на переднюю ось — 4265
  - на заднюю ось — 4098
- Полная масса при номинальной вместимости, кг — 14 033
  - на переднюю ось — 5725
  - на заднюю ось — 8308
- Полная масса при предельной вместимости, кг — 16 133
  - на переднюю ось — 5975
  - на заднюю ось — 10 158
- Вместимость:
  - число мест для сидения — 25
  - полная номинальная — 80
  - полная предельная — 110
  - площадь для стояния, м² — 10,6
- Макс. скорость, км/ч — 70
- Время разгона до 60 км/ч, с — 46,5
- Максимальный преодолеваемый подъём, % — 20
- Выбег с 60 км/ч, м — 860
- Тормозной путь с 60 км/ч, м — 32,1
- Контрольный расход топлива при 40 км/ч — 35,0 литров на 100 км
- Радиус поворота, м:
  - по внешнему колесу — 9,6
  - габаритный — 11,0

## Модификации

### ЛиАЗ-677Б и ЛиАЗ-677МБ
ЛиАЗ-677Б — модификация для пригородных перевозок. Автобусы этой модификации отличались четырёхрядной планировкой сидений, отсутствием задней накопительной площадки (вместо неё были установлены пассажирские сиденья) и одинаковым уровнем пола во всём салоне. В крыше были сделаны вентиляционные люки, которых в первоначальной городской версии автобуса не было. Также, в отличие от городского автобуса, автобусы пригородной модификации имели запасное колесо, которое размещалось либо под полом на заднем свесе, либо на кронштейне снаружи на задней стенке автобуса, а также иногда в салоне на задней площадке.
Количество сидячих мест в ЛиАЗ-677Б составляло 35, номинальная вместимость — 67 пассажиров, предельная вместимость — 87 пассажиров.
ЛиАЗ-677Б выпускался с 1973 по 1978 год, после чего его сменил несколько модернизированный вариант ЛиАЗ-677МБ, выпускавшийся до 1994 года. Основные характеристики и особенности этих модификаций одинаковы.
Оптовая цена ЛиАЗ-677МБ составляла 15730 рублей

### ЛиАЗ-677В
ЛиАЗ-677В (1970—1975) — экскурсионная модификация автобуса. Имел всего одну дверь в пассажирский салон и запасное колесо на задней стенке. Был оборудован специальным сиденьем экскурсовода и комфортабельными пассажирскими сиденьями с подголовниками. Выпущен малой серией. Количество сидений — 37 плюс сиденье экскурсовода.

### ЛиАЗ-677А, ЛиАЗ-677МС и КАвЗ-3100
ЛиАЗ-677А — модификация для районов с холодным климатом (от −60 до +40 °C), отличался наличием теплоизоляции кузова и 4-рядной планировкой сидений. Количество мест для сидения в ЛиАЗ-677А составляло 34, полная вместимость автобуса — 66 пассажиров. Опытный ЛиАЗ-677А был выпущен в 1967 году, в следующем году началось мелкосерийное производство автобуса, а позднее — массовое.
В 1982 году вместо ЛиАЗ-677А начал выпускаться его модернизированный вариант, ЛиАЗ-677МС (на базе ЛиАЗ-677М). От своих предшественников эти автобусы отличались двойным остеклением. Количество мест для сидения в этом автобусе составляло 29, номинальная вместимость — 74 пассажира, предельная вместимость — 101 пассажир. Оптовая цена ЛиАЗ-677МС составляла 16500 рублей.
КАвЗ-3100 «Сибирь» — укороченный на одну оконную секцию автобус для районов с холодным климатом. В серию не пошёл.

### ЛиАЗ-677П
ЛиАЗ-677П (1974—1975) — перронный, имел по две двери в пассажирский салон с каждой стороны кузова. В этом автобусе было всего десять пассажирских сидений. Общая вместимость автобуса — 75 пассажиров, предельная — 110.
Изготовлено три опытных образца.

### ЛиАЗ-677Г
ЛиАЗ-677Г — газобаллонный автобус на сжиженном нефтяном газе. Двигатель ЗИЛ-5095.10-400 мощностью 118 кВт.
Внешне не отличался от обычного ЛиАЗ-677, газовые баллоны устанавливались на крышу. Опытные модели появились в 1974 году, серийное производство шло с 1983 года.
Оптовая цена ЛиАЗ-677Г составляла 16380 рублей.

### ЛиАЗ-5930/ЛиАЗ-5931/ЛиАЗ-5932 «Магнолия»
ЛиАЗ-5930 — специальный автобус — передвижная телевизионная станция ПТС-ЦТ «Лотос» с полным комплектом оборудования. Кузов — цельнометаллический, сварной. Стенки и крыша имеют термоизоляцию. В кузове имеется две двери: одна с правой стороны, другая сзади. У дверей имеются выдвигающиеся лестницы. Два глухих окна закрываются светонепроницаемыми шторками.
Телевизионный автобус отапливается от радиатора в системе охлаждения двигателя. Во время движения работают четыре вентилятора; кроме них есть система кондиционирования воздуха с двумя аппаратами КТ-4 и питанием от внешней электросети. Воздух, забираемый кондиционерами из кузова, проходит через шкафы со специальным телеоборудованием и после охлаждения по потолочным каналам вновь направляется в кузов. Система кондиционирования имеет регулируемый подсос наружного воздуха, осуществляемый через решётки в боковых стенках. Управляет каждым кондиционером автомат.
ПТС 5930 выпускалась в двух вариантах — для чёрно-белых и цветных передач. Устанавливалась также аппаратура для видеозаписи. В кузове располагались стол, штативы, шкафы, переносные сиденья, телефоны, пульты видеоинженера, звукорежиссёра и режиссёра, шкаф с запасными частями и принадлежностями, силовой ввод. В багажных отсеках — щит звуковых кабелей, трансформаторы, стабилизаторы, механизм для намотки кабеля, телекамеры, барабаны с кабелем. Кроме того, в кузове размещалось ещё 6 откидных и 5 вращающихся сидений, регулируемых по высоте, вешалки для одежды. Устойчивое положение кузова во время работы ПТС создают опорные устройства.
Цельнометаллическая закрытая термоизолированная кабина является составной частью кузова. В ней расположены органы управления и контроля. Пожалуй, самое характерное в этом автомобиле — крыша. Она используется как платформа для телеоборудования, здесь работали операторы с передающими камерами. Максимальный вес оборудования и людей, которые одновременно могут находиться на платформе — 400 кг. Оборудование поднимается при помощи лебёдки, грузоподъёмностью 60 кг.
Технические характеристики ЛиАЗ-5930:
- Внешние размеры кузова: 10 540 × 2500 × 3550 мм.;
- Внутренние размеры кузова: 8702 × 1989 × 2362 мм.;
- Колея передних колёс: 2100 мм.;
- Колея задних колёс: 1880 мм.;
- Наименьший дорожный просвет: 210 мм.;
- Вес в снаряжённом состоянии: 9860 кг.;
- Полный вес ПТС для цветного телевидения: 14 530 кг.;
- Полный вес ПТС для чёрно-белого телевидения: 14 290 кг.

Выпуск ПТС «Магнолия» был налажен к Олимпиаде-80; советские ПТС работали наряду с немецкими ПТС Bosch Fernsehen и французскими Thomson-CSF.

### «Самоделки»
Кроме официальных, существовали самодельные модификации ЛиАЗ-677. Преимущественно на базе списанных с пассажирских линий экземпляров создавались автобусы техпомощи, автобусы «безопасность движения», фургоны и даже своеобразные импровизированные грузовики и грузопассажирские машины. Под конец своего существования из-за перебоев с запчастями некоторые автобусы вынужденно модернизировались вплоть до очень серьёзных переделок, когда от самого ЛиАЗ-677 оставался только кузов с мостами, а прочие узлы и агрегаты брались от грузовиков КамАЗ, МАЗ и т. д. Всё же машины со столь глубокими изменениями конструкции встречались редко.

## Эксплуатация и сохранившиеся экземпляры
На декабрь 2020 года наибольшее количество ЛиАЗов-677 — 54 автобуса различных модификаций — сохранилось в Краснокаменске Забайкальского края, но они с 1 октября 2020 года больше не выходят на маршруты. Возможно, некоторые из них вновь начнут эксплуатироваться летом, в дачный сезон.
По количеству автобусов в регулярной эксплуатации лидирует Зеленогорск (Красноярского края) — 19 машин. В 2020-м году последние ЛиАЗы этой модели в Амурске были выведены из регулярного использования и, по информации с сайта Амурского ПАТП, - списаны. 8 автобусов ЛиАЗ-677 эксплуатируются в украинской Александрии. По два автобуса эксплуатируется в Волгодонске (Ростовской области), а также в казахстанском городе Рудном. По одному автобусу эксплуатируется в  Балаково (Саратовской области), Тобольске (Тюменской области) и Унече (Брянской области).
Последним городом-миллионником России с данной моделью автобуса в пассажирской эксплуатации был Новосибирск, где он был снят с 69-го маршрута 30 сентября 2015 года. На протяжении 2017—2018 годов этот автобус был восстановлен и установлен возле ПАТП-4 как памятник.
Ближайшим от Москвы городом с ходовыми экземплярами этого автобуса ещё на начало 2016 года являлись Вязники, где две машины работали на пригородных маршрутах, однако в связи с банкротством автопредприятия, с мая 2016 года их дальнейшая судьба неизвестна.
Осенью 2021 года в Арзамасе списаны последние рейсовые автобусы ЛиАЗ-677М
В ряде городов бывшего СССР автобусы ЛиАЗ-677 установлены в качестве памятников, как правило на территории или около автотранспортных предприятий:
- Белово (Кемеровская область)[34];
- Верхняя Пышма (Свердловская область) (экспозиция Музейного комплекса УГМК);
- Волоколамск (Московская область)[35];
- Воронеж[36];
- Вышний Волочёк (Тверская область)[37];
- Гурьевск (Кемеровская область)[38] (по некоторым сведениям, снят с постамента, дальнейшая судьба неизвестна);
- Ижевск (Удмуртия)[39] (на территории ПАТП-1; в 2020 снят с постамента, находится на реставрации);
- Казань (Татарстан)[40];
- Краснокаменск (Забайкальский край)[41];
- Ликино-Дулёво (Московская область)[42][43];
- Линёво (Новосибирская область)[44];
- Мариинск (Кемеровская область)[45];
- Новосибирск[46];
- Павловский Посад (Московская область)[47];
- Псков[48];
- Самара[49];
- Светлогорск (Гомельская область, Белоруссия)[50];
- Сергиев Посад (Московская область)[51];
- Тольятти (Самарская область)[52];
- Тюмень[53];
- Хабаровск[54] (в 2019 снят с постамента, судьба неизвестна);
- Челябинск[55];
- Южно-Сахалинск (Сахалинская область)[56];
- Юрга (Кемеровская область)[57];
- Якутск[58];
- Ялуторовск (Тюменская область)[59][60];
- Ярославль[61].

## Галерея
- ЛиАЗ-677М в Шарье, Костромская область (2008)
- ЛиАЗ-677М на улицах Верхней Пышмы (2009)
- ЛиАЗы-677М в Северске (2008)
- Отреставрированный ЛиАЗ-677М в Северодвинске
- ЛиАЗ-677М в Железногорске, Красноярский край (2012)
- ЛиАЗ-677 в Улан-Удэ (2009), "дорестайлинговый"
- Москва, «Парад автобусов», 2015